# 북후면
북후면(北後面)은 대한민국 경상북도 안동시의 면이다.

## 연혁
- 조선 시대에는 이 지역을 부북(府北)으로 칭하였다.
- 1914년 3월 1일 안동군 북후면으로 개칭하여 14개 동으로 나뉘었다.
- 1941년 4월 1일 행정구역 개편으로 영주군 문수면과 예천군 보문면, 북후면 사이에 경계 조정이 있었다.
- 1942년 4월 1일 중앙선 개통으로 장기리에 있던 면사무소, 주재소(파출소), 시장이 옹천동으로 옮겨졌다.
- 1987년 1월 1일 와룡면 서현리(일부)를 편입하여 대현리로 개칭

## 행정 구역
| 법정리 | 행정리                    | 비고                   |
| ------ | ------------------------- | ---------------------- |
| 대현리 | 대현리                    |                        |
| 도진리 | 도진리                    |                        |
| 도촌리 | 도촌1리, 도촌2리          |                        |
| 두산리 | 두산리                    |                        |
| 물한리 | 물한리                    |                        |
| 석탑리 | 석탑리                    |                        |
| 신전리 | 신전1리, 신전2리          |                        |
| 연곡리 | 연곡1리, 연곡2리          |                        |
| 오산리 | 오산리                    |                        |
| 옹천리 | 옹천1리, 옹천2리, 옹천3리 | 면 행정복지센터 소재지 |
| 월전리 | 월전리                    |                        |
| 장기리 | 장기리                    |                        |

## 교육 기관
- 북후초등학교
- 북후중학교

## 주요 시설
- 옹천역
- 마사역 (현재 취급중지된 상태)

## 문화재
- 안동 석탑리 방단형적석탑

## 교통
- 국도 제5호선